# Moralina (kommunhuvudort)
Moralina är en kommunhuvudort i Spanien.   Den ligger i provinsen Provincia de Zamora och regionen Kastilien och Leon, i den nordvästra delen av landet, 230 km nordväst om huvudstaden Madrid. Moralina ligger 762 meter över havet och antalet invånare är 342.
Terrängen runt Moralina är huvudsakligen platt, men åt nordväst är den kuperad. Terrängen runt Moralina sluttar norrut. Runt Moralina är det mycket glesbefolkat, med 5 invånare per kvadratkilometer. Närmaste större samhälle är Bermillo de Sayago, 13,9 km söder om Moralina. Omgivningarna runt Moralina är i huvudsak ett öppet busklandskap.